# Anthony Bourdain: Parts Unknown
 (juillet 2018).
Si vous disposez d'ouvrages ou d'articles de référence ou si vous connaissez des sites web de qualité traitant du thème abordé ici, merci de compléter l'article en donnant les références utiles à sa vérifiabilité et en les liant à la section « Notes et références ».

Anthony Bourdain: Parts Unknown est une émission de voyage et de cuisine américaine diffusée sur CNN, qui a été lancée le 14 avril 2013.

## Synopsis
Dans l'émission, Anthony Bourdain, chef cuisinier, auteur et animateur de télévision américain parcourt le monde en découvrant des endroits plus ou moins connus et en explorant leur culture et leur cuisine.

## Fin de l'émission
Le tournage de l'émission prend fin en 2018. Anthony Bourdain est retrouvé mort par son ami le chef Éric Ripert, le 8 juin 2018 dans sa chambre d'hôtel à Kaysersberg Vignoble, en Alsace. Il aurait mis fin à ses jours par pendaison,.

## Distinctions
L'émission a remporté cinq Emmy Awards, a reçu 11 nominations pour l'écriture, le mixage sonore, le montage et la cinématographie, ainsi qu'un prix Peabody en 2013.